# لیمانویه (شهرستان تامبوفسکی، استان آمور)
لیمانویه (به لاتین: Limannoye) یک منطقهٔ مسکونی در روسیه است که در استان آمور واقع شده‌است.